# منتخب ساحل العاج تحت 17 سنة لكرة القدم
منتخب ساحل العاج تحت 17 سنة لكرة القدم (بالفرنسية: Équipe de Côte d'Ivoire des moins de 17 ans de football)‏ هو ممثل ساحل العاج الرسمي في المنافسات الدولية في كرة القدم في فئة كرة قدم تحت 17 سنة للرجال، يديريه اتحاد ساحل العاج لكرة القدم.